# Азнакаєвський район
Азнакаєвський район (рос. Азнакаевский район, тат. Aznaqay rayonı, Азнакай районы) — адміністративна одиниця Республіки Татарстан Російської Федерації.
Адміністративний центр — місто Азнакаєво.

## Адміністративний поділ
До складу району входять 2 міських та 26 сільських поселень:
1. Міське поселення місто Азнакаєво
2. Міське поселення селище міського типу Актюбінський
3. Агерзинське сільське поселення — с. Агерзе
4. Алькеєвське сільське поселення — с. Алькеєво
5. Асеєвське сільське поселення — с. Асеєво
6. Балтачевське сільське поселення — с. Балтачево
7. Бірючевське сільське поселення — с. Бірючевка
8. Вахітовське сільське поселення — сел. Побєда
9. Верхньостярлинське сільське поселення — с. Верхнє Стярле
10. Ільбяковське сільське поселення — с. Ільбяково
11. Какре-Єлгинське сільське поселення — с. Какре-Єлга
12. Карамалинське сільське поселення — с. Карамали
13. Мальбагуське сільське поселення — с. Мальбагушево
14. Масягутовське сільське поселення — с. Масягутово
15. Микулинське сільське поселення — с. Микулино
16. Сапеєвське сільське поселення — с. Сапеєво
17. Сарлинське сільське поселення — с. Сарли
18. Сухояське сільське поселення — с. Великий Сухояш
19. Татарсько-Шуганське сільське поселення — с. Татарський Шуган
20. Тойкінське сільське поселення — с. Тойкіно
21. Тумутуцьке сільське поселення — с. Тумутук
22. Уразаєвське сільське поселення — с. Уразаєво
23. Урманаєвське сільське поселення — с. Урманаєво
24. Урсаєвське сільське поселення — с. Урсаєво
25. Учаллинське сільське поселення — с. Учалле
26. Чалпинське сільське поселення — с. Чалпи
27. Чемодуровське сільське поселення — с. Чемодурово
28. Чубар-Абдулловське сільське поселення — с. Чубар-Абдуллово